# Gunnar Grandin
Gunnar Emil Grandin, född 10 juli 1918 i Sankt Ilians församling i Västmanlands län, död 2 augusti 2004 i Nacka församling i Stockholms län, var en svensk militär.

## Uppväxt
Grandin föddes 10 juli 1918 i Västerås som son till tjänstemannen Emil Grandin och hans fru Celeste, född Andersson. Grandin tog studentexamen i Västerås 1937.

## Karriär
Grandin blev fänrik i flottan 1940, kapten 1947 och gick stabskursen vid Kungliga Sjökrigshögskolan 1947–1948 samt tekniska kursen där 1948–1949. År 1957 befordrades han till kommendörkapten av andra graden. I yngre år tjänstgjorde han mestadels ombord på pansarskepp och minsvepare. Som kommendörkapten var han i början av 1960-talet planeringschef vid marinstaben, där han bland annat i samarbeta med Försvarets forskningsanstalt införde operationsanalys som ett viktigt instrument i verksamheten. Grandin var 1960–1966 chef för Planeringsavdelningen vid Marinstaben samt befordrades 1961 till kommendörkapten av första graden och 1965 till kommendör.
I slutet av juli 1966 reste han och tre andra officerare samt chefen för marinen, viceamiral Åke Lindemalm till Sovjetunionen efter en inbjudan av chefen för sovjetiska marinen, flottamiral Sergej Gorsjkov. Besöket inleddes i Moskva, varefter man for till Leningrad och besökte marinakademin och marinmuseet där. Han gjorde även ett besök på den gamla kryssaren Auora. Den 31 juli deltog man i firandet av Sovjetunionens marindag. Från oktober 1966 var han flottiljchef vid första jagarflottiljen. Den 16-20 juni 1967 gjorde Grandin ett inoffiellt örlogsbesök i Leningrad tillsammans med jagarna HMS Södermanland och HMS Uppland.
Åren 1966–1967 var han chef för Första jagarflottiljen. Han var chef för Vapenavdelningen i Marinförvaltningen 1967–1968 och chef för Vapenavdelningen i Marinmaterielförvaltningen i Försvarets materielverk 1968–1970. Han blev konteramiral i amiralitetet den 1 oktober 1970. Samma år blev han chef för huvudavdelningen för marinmateriel vid Försvarets materielverk och därmed sammanhållande för projektering och anskaffning av fartyg och vapensystem åt marinen. Den 26 september 1973 döpte Grandin, som chef för försvarets materielverks huvudavdelning för marinmateriel, marinens nya tored- och robotbärgare HMS Pingvinen (A248) som då sjösattes vid Lunde varv utanför Kramfors. Grandin inträdde i reserven 1982.
Gunnar Grandin invaldes 1957 som ledamot av Kungliga Örlogsmannasällskapet (hedersledamot 1970) och 1965 som ledamot av Kungliga Krigsvetenskapsakademien. Han var även ordförande i föreningen Sveriges Flotta och ordförande Sjöofficerssällskapet i Stockholm. Han valdes in som ledamöt i svenska föreningen för Venedigs bevarande, Pro Venezia, i maj 1982. I juli 1982 blev han ledamot av Statens försvarshistoriska museer.

## Privatliv
Grandin förlovade sig i april 1942 med Wiveca Hallbeck, dotter till direktören N.P. Andersson och hans fru Emy, född Hallbeck. Lysning togs ut i juli 1943 och de gifte sig i Sankta Maria kyrka i Helsingborg den 14 augusti 1943. De fick en son den 6 februari 1945 på Karolinska sjukhuset. Två ytterligare söner föddes på Karolinska sjukhuset den 17 augusti 1946. En fjärde son föddes den 26 april 1953 på Karolinska sjukhuset.
Efter sin pensionering bosatte makarna Grandin sig vintertid i staden Grasse på Franska rivieran.

## Död
Grandin avled den 2 augusti 2004. Begravningen ägde rum den 10 september 2004 i Nacka kyrka.

## Utmärkelser
- Kommender av 1:a klassen av Svärdsorden (18 november 1971)[24]
- Kommendör av Svärdsorden (15 november 1968)[25]